# Oscar de Vallée
Louis-René-Oscar de Vallée (1er septembre 1821, La Mothe-Saint-Héray - 18 janvier 1892, château du Pavillon à Onzain), est un magistrat et homme politique français.

## Biographie
Fils d'un conseiller général des Deux-Sèvres, il fait son droit et devient magistrat. Substitut du procureur de la République près le tribunal de la Seine en 1848, puis substitut du procureur général près la Cour d'appel de Paris en 1852, il est nommé avocat général près la même Cour en 1855, puis premier avocat général en 1861. Il est nommé conseiller d'État en 1867.
En 1876, il se présente, sans succès, à l'Académie française.
Oscar de Vallée devient sénateur inamovible en 1878. Il prend place dans le groupe de l'Appel au peuple.
Il épouse la fille d'Ernest Panckoucke.

## Publications
- De l'éloquence judiciaire au XVIIe siècle (1856)
- Les manieurs d'argent: etudes historiques et morales 1720-1857 (1857)
- Études sur le XVIIe siècle: Antoine Lemaistre et ses contemporains (1858)
- Le duc d'Orléans et le chancelier Daguesseau: études morales et politiques (1860)
- La magistrature française et le pouvoir ministériel (1871)
- Études et portraits (1880)
- André Chénier et les Jacobins (1881)
- Le dernier peintre de Mme de Maintenon: M. Geffroy (1887)
- Récits de campagne du duc d'Orléans (1890)